# Lumnezia
Lumnezia es una comuna suiza del cantón de los Grisones. Surgió el 1 de enero de 2013 a partir de la fusión de las antiguas comunas de Cumbel, Degen, Lumbrein, Morissen, Suraua, Vignogn, Vella y Vrin. Forma parte de la región de Surselva.